# واين موريس
اين موريس (بالإنجليزية: Wayne Morris)‏ (و. 1914 – 1959 م) هو ممثل، وضابط، وممثل تلفزيوني، من الولايات المتحدة الأمريكية، ولد في لوس أنجلوس، توفي في كاليفورنيا، عن عمر يناهز 45 عاماً بسبب نوبة قلبية.

## الخدمة العسكرية
خدم في بحرية الولايات المتحدة.

## جوائز
حصل على جوائز منها:
- صليب الطيران المتميز
- نوط الجو.

## وصلات خارجية
- واين موريس على موقع IMDb (الإنجليزية)
- واين موريس على موقع أول موفي (الإنجليزية)
- واين موريس على موقع قاعدة بيانات برودواي على الإنترنت (الإنجليزية)
- واين موريس على موقع قاعدة بيانات الأفلام السويدية (السويدية)
- واين موريس على موقع إن إن دي بي (الإنجليزية)
- واين موريس على موقع قاعدة بيانات الفيلم (الإنجليزية)